# Clara Burel
Clara Burel (n. 24 martie 2001, Rennes, Franța) este o jucătoare de tenis franceză. Cea mai bună clasare a sa la simplu este locul 51 mondial, în decembrie 2023. A jucat două finale de Grand Slam la juniori și a câștigat două medalii de argint la Jocurile Olimpice de vară pentru tineret. În 2018, a devenit numărul 1 mondial la juniori.

## Cariera profesională

### 2022: Prima victorie la un turneu WTA 1000, runda 3 la US Open
Burel s-a calificat la US Open, și a ajuns în runda a treia învingând campioana de la Wimbledon, Elena Rîbakina, și pe Alison Van Uytvanck, înainte de a pierde în fața favoritei nr. 6, Arina Sabalenka. Drept urmare, ea a urcat aproape de 30 de poziții în clasament, până pe locul 102.

### 2023: Al treilea Australian Open consecutiv și prima victorie
S-a calificat la Australian Open și a învins-o în prima rundă pe Talia Gibson.  De asemenea, s-a calificat pe tabloul principal al turneului WTA 1000 Madrid Open 2023.
La US Open a ajuns în runda a treia pentru al doilea an consecutiv, fiind învinsă în seturi consecutive de favorita nr. 2 Arina Sabalenka.